# Ayenia luyensis
Ayenia luyensis är en malvaväxtart som beskrevs av C.L. Cristóbal. Ayenia luyensis ingår i släktet Ayenia och familjen malvaväxter. Inga underarter finns listade i Catalogue of Life.